# Мухаммед Хамдан Дагало
Мухаммед Хамдан Дагло (араб. محمد حمدان دقلو‎, нар. 1974 або 1975 року) — суданський військовий та державний діяч, генерал-лейтенант. Командир воєнізованої організації «Сили швидкого реагування».

## Біографія
Народився у племені Решават із числа арабів Шоа. Його родина торгувала верблюдами. Дагло пішов у початкову школу, але кинув її за три роки.
Під час конфлікту в Дарфурі через своїх родичів потрапив до ополчення «Джанджавід», яке невдовзі очолив після Муси Хілаля. У серпні 2013 року президент Омар аль-Башир призначив Мохаммада Дагло командувачем Сил швидкого реагування, які були створені в ході реорганізації сил «Джанджавід».
Після військового перевороту 2019 року отримав посаду у Перехідній військовій раді. Після укладання угоди між цивільними та військовими силами продовжив урядову діяльність у Суверенній раді, а після перевороту 2021 року — у Перехідній суверенній раді.
У квітні 2023 року у зв'язку з тим, що командувач ЗС Судану Абдель Фаттах аль-Бурхан монополізував владу, чим залишився незадоволений Дагло, підрозділи Сил швидкого реагування вступили у відкрите збройне протистояння з урядом.